# Ipod Games
Ipod Games är en tjänst som tillhandahålles av det amerikanska företaget Apple. Denna tjänst gör det möjligt för användare av Itunes att ladda ner och spela spel på en Ipod av 5:e generationen (ej Nano).
Apple använder namnformen iPod Games om tjänsten.

## Spellista
Under lanseringen av denna tjänst finns följande titlar att välja på:
- Bejeweled
- Tetris
- PAC-MAN
- Vortex
- Zuma
- Texas Hold'Em
- Mini Golf
- Mahjong
- Cubis 2
- Royale Solitare
- Sodoku